# Victoria Kent Siano
Victoria Kent Siano (Màlaga, 6 de març de 1898 - Nova York, 25 de setembre de 1987) fou la primera dona advocada a exercir a Espanya, i la primera dona al món que va intervenir davant d'un Tribunal Suprem de Guerra i Marina.

## Biografia
Va nàixer a Màlaga, probablement el 6 de març de 1892, encara que hi ha discrepàncies documentals sobre la data. Ella mateixa va canviar-la per les de 1897 i 1898 en diferents documents datats a partir de la seva arribada a Madrid (1917). Entre les raons s'addueixen «exigències de tipus acadèmic» o fins i tot «coqueteria».
El seu pare, José Kent Román, era un comerciant de teixits, i la seva mare, María Siano González, mestressa de casa. Va viure a Màlaga fins a 1917, any en què va marxar a Madrid a estudiar el batxillerat a l'institut Cardenal Cisneros, amb el suport de la seva mare i pels contactes que havia travat el seu pare. A la seva arribada a la capital s'instal·là a la Residencia de Señoritas i, estant a Madrid, es va afiliar a l'Associació Nacional de Dones Espanyoles (ANME) i al Lyceum Club del qual va ser vicepresidenta.
El 1920 ingressà a la Facultat de Dret de la Universitat Central (actual Universitat Complutense de Madrid), on cursà la carrera com a alumna no oficial fins a llicenciar-se el juny de 1924.
Es col·legià el gener de 1925 i, encara que no tenia gaire interès a exercir la professió davant dels tribunals, no va trigar a tenir la primera intervenció com a advocada defensora. Es va fer famosa el 1930 defensant davant del Tribunal Suprem de Guerra i Marina Álvaro de Albornoz, membre del Comitè Revolucionari Republicà, detingut i processat amb qui després van formar el Govern provisional de la República, arran de la insurrecció de Jaca de desembre de 1930. Va ser la primera dona al món a intervenir davant un consell de guerra, aconseguint l'absolució del seu defensat.

## Diputada
Afiliada al Partit Radical Socialista, va ser escollida diputada de les Corts Constituents per Madrid a les eleccions generals espanyoles de 1931. A les eleccions del 16 de febrer de 1936, Victoria Kent va ser escollida diputada per Madrid, a les llistes d'Izquierda Republicana, que formava part del Front Popular.

## Directora general de Presons
Va ser designada personalment pel president de la República Alcalá-Zamora directora general de Presons, càrrec que va exercir amb l'objectiu d'aconseguir la rehabilitació dels presos, i que ocuparia fins a 1934.
El seu mandat al capdavant de les presons espanyoles va ser molt significatiu, continuant amb la labor empresa el segle anterior per la precursora Concepción Arenal; de fet, una vegada que va haver ordenat retirar tots els grillons i cadenes de les presons, va fer modelar amb el metall obtingut una estàtua de Concepción Arenal. Es va dedicar intensament a la reforma de les presons espanyoles, sota el criteri que les societats estan obligades a recuperar el delinqüent com a persona activa, i que les presons en són l'instrument. Seguint aquestes directrius va ordenar la millora de l'alimentació dels reclusos, va permetre la llibertat de culte a les presons, va establir els permisos per raons familiars, va tancar 114 centres penitenciaris per estar en pèssimes condicions, va ordenar construir la nova presó de dones de Ventas, a Madrid, en la qual no existien cel·les de càstig, i va crear el Cos Femení de Presons, per a les presons de dones, i l'Institut d'Estudis Penals, la direcció dels quals encomanà al seu mestre Jimenéz de Asúa.
Les seves mesures al capdavant de la Direcció general de Presons li van donar una gran popularitat, arribant a aparèixer el seu nom en un conegudíssim xotis, «El Pichi», part d'una revista frívola Las leandras, que cantava la popular Celia Gámez: «Li ho pots dir / a Victoria Kent, / que el que és a mi / no ha nascut qui».

## Sufragista
Amb motiu de les discussions per aconseguir el sufragi femení, es va posicionar en contra d'atorgar de forma immediata el vot a les dones. La seva opinió era que a la dona espanyola li mancava en aquell moment la preparació social i política per a votar de manera responsable, ja que per influència de l'Església el seu vot seria conservador, la qual cosa perjudicaria els partits d'esquerres. Va sostenir una polèmica sobre aquest tema amb una altra representant feminista a les corts, Clara Campoamor. Això li va implicar una certa impopularitat, no obtenint acta de diputada a les eleccions del 19 de novembre de 1933. L'any següent va abandonar la Direcció general de Presons.

## Guerra Civil espanyola
Durant la guerra civil es va fer càrrec de la creació de refugis per a nens i de les guarderies infantils. El govern de la República la va enviar a França com a Primera Secretària de l'ambaixada republicana a París, perquè s'encarregués de les evacuacions dels nens.

## Segona Guerra Mundial
Va romandre a França fins al final de la guerra, al terme de la qual va col·laborar en la sortida dels refugiats espanyols cap a Amèrica. No obstant això, no va poder seguir el mateix camí i va ser sorpresa per la invasió nazi. En ser ocupat París per la Wehrmacht el 14 de juny de 1940, Victoria Kent es va refugiar a l'ambaixada mexicana durant un any. En estar el seu nom en la llista negra lliurada per la policia de la dictadura militar franquista al govern col·laboracionista de Vichy, la Creu Roja li va proporcionar un apartament prop del Bois de Boulogne, on va viure fins a l'alliberament amb una identitat falsa: la de madame Duval. En aquest temps a la capital francesa va escriure Cuatro años en París, novel·la autobiogràfica narrada en tercera persona el protagonista de la qual, Plácido, és un alter ego de l'autora.

## Exili
El 1948 va marxar a Mèxic, on va fer classes de Dret Penal a la universitat, fundant l'Escola de Capacitació per al Personal de Presons, de la qual va ser directora durant dos anys. Cridada per l'ONU, el 1949 va viatjar a Nova York per col·laborar en la Secció de Defensa Social, amb l'encàrrec d'estudiar el lamentable estat de les presons d'Iberoamèrica, càrrec que va abandonar poc després per ser excessivament burocràtic. A Nova York va fundar i va dirigir la revista Ibèrica des de 1954 a 1974, en la qual publicava les notícies arribades des d'Espanya per als exiliats republicans als Estats Units. Encara que va tornar a Espanya el1977, va retornar a Nova York, on va passar la resta dels seus dies, fins a la seva mort el 1987.

## Reconeixements i memòria
- La Universitat de Màlaga atorga el Premio Internacional de Investigación Victoria Kent sobre un tema relacionat amb els estudis de les dones, de gènere o feministes, des de qualsevol disciplina científica.[6]
- El 1990 es va emetre a Espanya un segell amb la seva imatge.
- El 2009 se li va dedicar una estació ferroviària a la seva ciutat natal, Màlaga, l'estació de Victoria Kent.
- A Camas (Sevilla) també hi ha un parc amb el seu nom.
- A l'Hospitalet de Llobregat, Lleida, Alacant, Elx, Almenara, Alaquàs… hi ha carrers amb el seu nom. També a Aljaraque, Conil de la Frontera, Còrdova o Sevilla. I també a Parla, Getafe, Avilés, Ourense o Miguelturra (Ciudad Real)...
- També hi ha col·legis públics que porten el seu nom a Màlaga i Rivas-Vaciamadrid; o instituts de secundària a Elx, Torrejón de Ardoz, Fuenlabrada o Marbella.
- A Castelló, l'escola d'adults del centre penitenciari porta el seu nom; i a Madrid l'antiga presó de Yeserías és actualment el Centre d'Inserció Social Victoria Kent.
- Una aula de la Facultat de Dret de la Universitat de Barcelona es diu Victòria Kent i també se'n diu una aula de la Facultat d'Humanitats i Educació de la Universitat de Burgos.